# المنظر الأسفل (حارة)

تعديل مصدري - تعديل

المنظر الأسفل هي إحدى حارات حي المشنة بمدينة إب اليمنية، بلغ تعداد سكانها 1605 نسمة حسب تعداد اليمن لعام 2004.